# NGC 2795
NGC 2795 je galaksija u zviježđu Raku.

## Vanjske poveznice
- SEDS: NGC 2795